# Gunnar Stjernberg
Karl Gunnar Stjernberg, född 31 mars 1903 i Films församling, Uppsala län, död 3 december 1988 i Åkersberga, var en svensk målarmästare och konstmålare
Han var son till dragonen Erik Stjernberg och Johanna Styfberg och från 1940 gift med Stella Adèle Bergström. Stjernberg utbildade sig till yrkesmålare 1919–1924 och studerade samtidigt konst för Bruno Liljefors 1917–1925. Separat ställde han ut ett par gånger i Sigtuna och han medverkade i samlingsutställningar arrangerade av Uplands konstförening och Österbybruks Folkets hus. Hans konst består av stilleben, porträtt och landskapsskildringar från Upplandskusten och Norrland.